# Ивченко, Вадим Евгеньевич
Ивченко Вадим Евгеньевич (укр. Вадим Євгенович Івченко; род. 29 января 1980, Уссурийск, Приморский край) — депутат Верховной Рады Украины VIII, IX созывов от ВО «Батькивщина». Член Комитета Верховной Рады Украины по вопросам национальной безопасности, обороны и разведки
25 декабря 2018 года был включён в список лиц, в отношении которых Россия ввела санкции.

## Образование
- 1997—2002 — Киевский гуманитарный институт — специалист по международным отношениям;
- 2009—2011 — Национальная академия государственного управления при Президенте Украины — магистр государственного управления;
- 2014 — обучение в Киево-Могилянской бизнес-школе (kmbs).

Свободно владеет английским языком[значимость факта?].
- 2018 — получил научную степень Кандидата экономических наук по специальности «Экономика и управление национальным хозяйством» (ННЦ «Институт аграрной экономики»)

## Карьера
- 2005—2012 — директор ООО «Интергруп — ЛДН»;
- 2012—2014 — заместитель председателя — руководитель Исполнительной дирекции Всеукраинской ассоциации сельских и поселковых советов;
- 2014 — депутат Верховной рады Украины.

## Общественная активность
- 1997 — член Атлантического совета Украины;
- 1999—2001 — председатель Молодёжного форума АРУ;
- 1998—2001 — вице-президент молодёжной организации — «Евроклуб» при Киевском гуманитарном институте;
- 1999 — председатель Украинской молодёжной делегации на 45-й Генеральной Ассамблеи Ассоциации Атлантического Договора (г. Страсбург)
- 2000 — участник датского молодёжного семинара (г. Ольборг, Дания);
- 2004 — участник латвийского молодёжного семинара (г. Лиепая, Латвия);
- 2005 — участник встречи Украина — НАТО, Россия — НАТО на уровне министров иностранных дел (г. Вильнюс)
- 2010—2014 — депутат городского совета г. Белая Церковь, Киевской области;
- 2012—2014 — член Рабочей группы по аграрным рынкам при Министерстве аграрной политики и Правительственного комитета по вопросам регионального развития.
- 2014 — член Экспертного совета по вопросам предупреждения коррупции и эффективного управления при Председателе Государственного агентства земельных ресурсов Украины.
- 2014 — представитель в Верховной Раде Украины Всеукраинской ассоциации сельских и поселковых советов, профсоюза работников АПК Украины, ФСО «Колос»;
- 2015 — член исполкома Федерации футбола Украины;
- 2015 — член межфракционного депутатского объединения по реформированию налогового, таможенного и земельного законодательства;
- 2020 — почетный член Президиума Национальной Ассоциации Адвокатов Украины Южно-Украинской Международной Коллегии Адвокатов